# Berijew KOR-1
Berijew KOR-1 (późniejsze oznaczenie Be-2) – radziecki  wodnosamolot rozpoznawczy. Produkowany w drugiej połowie lat 30. XX wieku. 

## Historia
Wodnosamolot zaprojektowany w 1934 roku i oblatany na przełomie lat 1934/1935, otrzymał oznaczenie KOR-1. Do seryjnej produkcji trafił w 1936 roku. Na stan radzieckich dywizjonów trafił w 1938 roku. 
Na początku wojny z Niemcami był używany jako samolot rozpoznawczy w akwenie Morza Czarnego. Niektóre KOR-1 służyły jako samoloty pokładowe na okrętach: m.in. na krążownikach "Maksym Gorki" i "Kirow".
Jego następcą został Be-4 (KOR-2).